# Spaniocercoides foxi
Spaniocercoides foxi är en bäcksländeart som beskrevs av Mclellan 1984. Spaniocercoides foxi ingår i släktet Spaniocercoides och familjen Notonemouridae. Inga underarter finns listade i Catalogue of Life.